# Cégep de Lévis
Le Cégep de Lévis, auparavant le Cégep de Lévis-Lauzon, est un collège d'enseignement général et professionnel institué en 1969. Le campus est situé à Lévis, au Québec, précisément dans l'arrondissement Desjardins.

## Historique
Fondé le 7 mai 1969, le Cégep de Lévis-Lauzon tire son origine de l'Institut de technologie de Lauzon (aujourd'hui l'école secondaire Guillaume-Couture) située au 70, rue Philippe-Boucher (secteur Lauzon à Lévis). C'est en 1975 que le Cégep de Lévis-Lauzon s'installa dans son bâtiment actuel situé au 205, route Monseigneur-Bourget.
Fondateur de plusieurs programmes novateurs dans le domaine de la robotique et des biotechnologies, le Cégep de Lévis-Lauzon a acquis une notoriété reconnue depuis plus de 30 ans. 
En effet, ces programmes ont débouché sur une reconnaissance par le Ministère de l'Éducation, du Loisir et du Sport de deux centres collégiaux de transfert de technologie affiliés au cégep, le Centre collégial de transfert de technologie en biotechnologie (TransBioTech) ainsi que le Centre de robotique et de vision industrielles (CRVI). Ces CCTT offrent des services de recherche et développement, de soutien technique ainsi que de la formation aux entreprises.
Le 20 août 2020, la direction du Cégep de Lévis dévoile son changement de nom et sa nouvelle identité visuelle
Aujourd'hui, le Cégep de Lévis compte 13 programmes préuniversitaires et 18 programmes dans le secteur technique. Il compte environ 3350 étudiants, soit 6% de plus qu'en 2024. 

## Situation géographique
- 205, route Monseigneur-Bourget, Lévis (Québec)  G6V 6Z9, Canada
- Tél. : 418 833-5110
- Heures d'ouverture : du lundi au vendredi de 7 h à 23 h et le samedi de 8 h à 16 h. Le cégep est fermé du samedi à 16 h au lundi à 7 h.

## Programmes
Diverses ententes DEC-BAC sont possibles, et plusieurs programmes sont offerts en alternance travail-études.

### Préuniversitaires
- Arts visuels
- Cinéma
- Histoire et civilisation
- Langues
- Littérature, théâtre et création
- Sciences de la nature
- Sciences de la nature et Langues (double DEC)
- Sciences humaines, profil Découverte du monde
- Sciences humaines, profil Développement humain et interactions
- Sciences humaines, profil Gestion et marketing
- Sciences humaines et Langues (double DEC)
- Tremplin DEC
- Vidéaste voyageur

### Techniques
- Architecture
- Biotechnologies
- Bureautique
- Chimie analytique
- Comptabilité et gestion
- Électrophysiologie médicale
- Génie électrique : automatisation et contrôle
- Génie mécanique, profil Conception et fabrication en série
- Génie mécanique, profil Conception et réalisation de machines industrielles
- Gestion de commerces
- Gestion et technologies d'entreprise agricole
- Informatique, profil Développement d'applications
- Informatique, profil Infrastructure informatique
- Mécanique industrielle (maintenance)
- Procédés industriels
- Services financiers et assurances
- Soins infirmiers
- Travail social

## Équipes sportives
Les équipes sportives du Cégep de Lévis sont connues sous le nom des Faucons du Cégep de Lévis. Le Cégep de Lévis a 13 équipes sportives :
- Badminton
- Basketball masculin
- Basketball féminin
- Cheerleading
- Cross-country
- Football
- Hockey masculin
- Natation
- Rugby féminin
- Soccer masculin
- Soccer féminin
- Volleyball masculin
- Volleyball féminin

Parmi ses anciens athlètes, on compte notamment Joé Juneau, ancien hockeyeur de la LNH qui a joué au hockey avec les Faucons de 1983 à 1986 dans la Ligue de hockey Collégial AA.

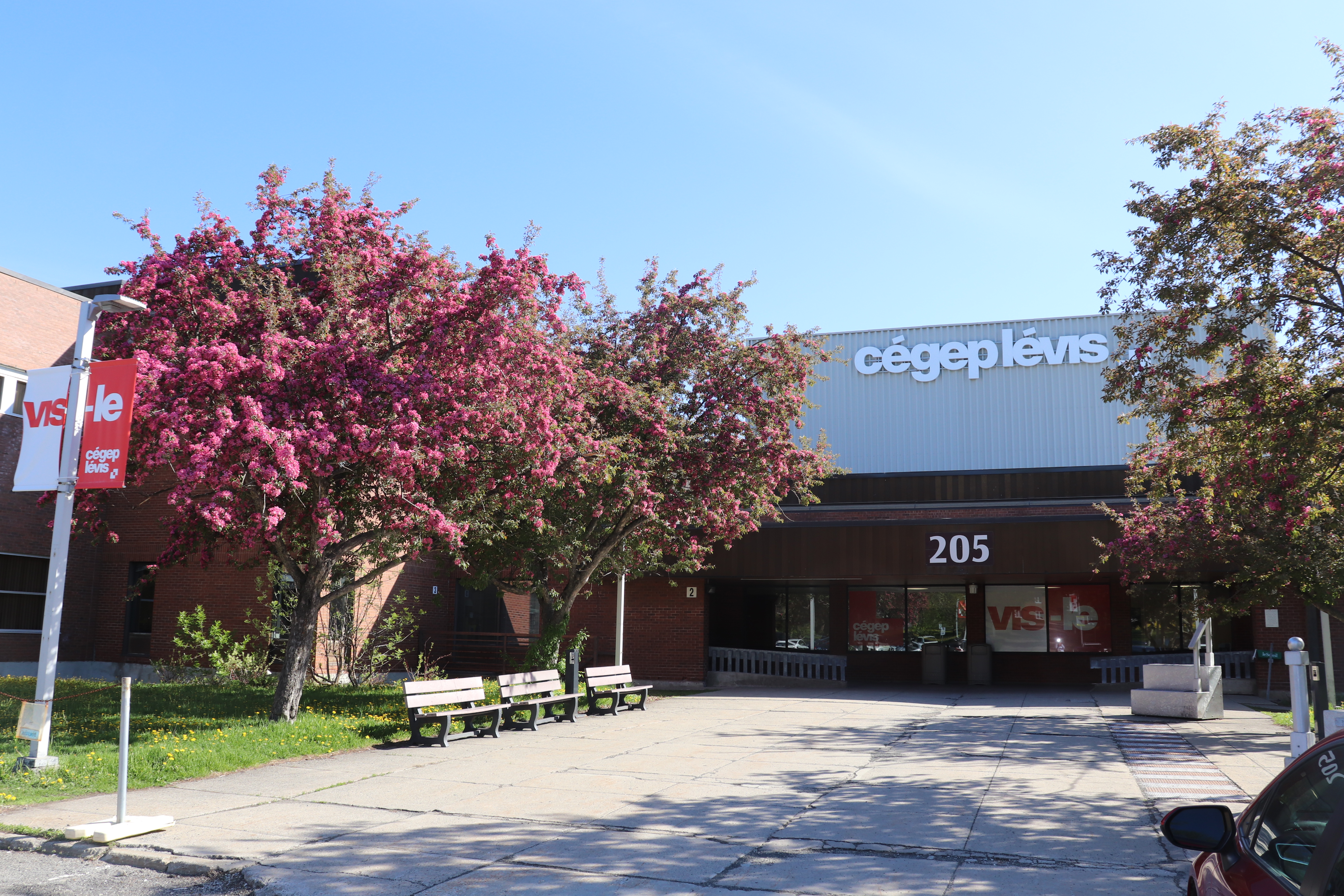
Entrée principale du Cégep de Lévis.

## Installations
Plusieurs installations sont offertes au Cégep de Lévis :
- Terrain synthétique
- Gymnase double
- Palestre
- Salle de boxe
- Dojo
- Gym ÉNERGI (appareils d'entraînement extérieurs)
- Piscine semi-olympique
- Salle d'entraînement
- Observatoire astronomique
- Laboratoire de robotique
- Studio de cinéma
- Studio d'enregistrement et régie
- Bibliothèque (Carrefour de l'information Desjardins)
- Auditorium